# Bridno kromatski broj
Bridno kromatski broj ili kromatski indeks, broj u teoriji grafova. Bridno-kromatski broj nekog grafa {\displaystyle G,\chi (G)} je najmanji broj različitih boja potrebnih za pravilno bridno bojenje. Ako je graf {\displaystyle G} bridno {\displaystyle k}-obojiv, ali nije {\displaystyle (k-1)} – obojiv, kaže se da je kromatski indeks grafa {\displaystyle G} jednak {\displaystyle k} i piše se {\displaystyle \chi (G)=k}.